# دیل (حوزه سرشماری)، ویسکانسین
دیل (به انگلیسی: Dale) یک منطقهٔ مسکونی در ایالات متحده آمریکا است که در شهرستان اوتاگامی، ویسکانسین واقع شده‌است. دیل ۵۲۸ نفر جمعیت دارد و ۲۴۸٫۱۱ متر بالاتر از سطح دریا واقع شده‌است.